# Fabián Casas
Fabián Andrés Casas (Boedo, 7 de abril de 1965) es un escritor, poeta y periodista argentino. Considerado uno de los más destacados escritores argentinos de la década de los 90, su obra está compuesta de tres novelas, tres libros de cuentos, once poemarios y libros de ensayo y teatro. En el 2007, recibió en Alemania el Premio Anna Seghers por «poseer una lírica extraordinaria y ser su obra una fuente de inspiración para los autores de América Latina». Ha sido traducido a los idiomas inglés, alemán y francés.

## Biografía
Poeta, narrador, ensayista y periodista, es una de las figuras destacadas de la llamada «generación del sexo» en la Argentina. Estudió Filosofía y comenzó a trabajar como periodista en el diario Clarín, a comienzos de los años 1990. Fue también editor del diario deportivo Olé. Se desempeñó en la revista deportiva El Gráfico y luego pasó a ser subeditor general y editor general del semanario El Federal. Su carrera literaria se inició también a comienzos de la última década del siglo XX, con la fundación de la revista de poesía 18 Whiskys, junto con otros poetas de su generación, como Gerardo Foia, quien fuera su productor, José Villa, Daniel Durand, Darío Rojo, Ezequiel Alemián, Mario Varela y Eduardo Ainbinder. La publicación editó sólo dos números, pero tuvo amplia repercusión en el ambiente literario de la capital de la Argentina. Para la misma época, publicó "Tuca", su primer poemario, que fue señalado como emblema de una corriente objetivista. En 1998 participó del Programa Internacional de Escritores de la Ciudad de Iowa, EE. UU. Algunos de sus escritos en blogs forman parte de su libro Ensayos bonsái, editado en 2007 junto con textos de mayor aliento. En el mismo año 2007 recibió en Alemania el Premio Anna Seghers por, en palabras del jurado, «poseer una lírica extraordinaria y ser su obra una fuente de inspiración para los autores de América Latina». Una antología de sus poemas salió en Alemania en el 2009 (traducida por Timo Berger). En 2010 su novela Ocio (escrita en 1990 y publicada en el 2000), fue llevada al cine por los directores Juan Villegas y Alejandro Lingenti. Su interés por el cine también se refleja en la coescritura junto a Lisandro Alonso del guion de Jauja, película protagonizada por Viggo Mortensen. En 2014 obtuvo el Diploma al Mérito de los Premios Konex en la disciplina "Poesía: Quinquenio 2009-2013".
Actualmente, es columnista de Diario Perfil. Papel para envolver verdura, editado en 2020, reúne varias de las columnas semanales escritas para su publicación en ese periódico.En 2023, tras ocho años, Casas volvió a publicar una novela con la edición de El parche caliente.

## Obra

### Novela
- Ocio (2000, Tierra Firme)
- Titanes del coco (2015, Emecé)
- El parche caliente (2023, Emecé)

### Cuento
- Los Lemmings y otros (2005, Santiago Arcos)
- Diarios de la edad del pavo (2016, Eloísa Cartonera)
- Una serie de relatos desafortunados (2020, Eloísa Cartonera y 2025, EMECÉ)

### Poesía
- Otoño, poemas de desintoxicación y tristeza  (1988, Islas)
- Tuca (1990, Tierra Firme)
- El salmón (1996, Tierra Firme)
- Pogo (1999, Deldiego)
- Bueno, eso es todo (2001, Deldiego)
- Oda (2003, Eloísa Cartonera)
- El spleen de Boedo (2004, Vox)
- El hombre de overol (2007, Vox)
- Horla City y otros. Toda la poesía 1990-2010 (2010, Emecé)
- Últimos poemas en Prozac (2019, Emecé)
- Envíame tus poemas y te enviaré los míos (2021, Caleta Olivia)

### Ensayo
- Breves apuntes de autoayuda (2005, Santiago Arcos)
- Ensayos bonsái (2007, Emecé)
- Todos los ensayos bonsái (2013, Mondadori)
- La supremacía Tolstoi (2013, Emecé)
- La voz extraña (2014, Ediciones UDP)
- Trayendo a casa todo de nuevo. Todos los ensayos (2017, Emecé)
- Papel para envolver verdura (2020, Emecé)

### Teatro
- Luis Ernesto llega vivo (2018, Blatt & Ríos)
- Los Teresos (2021, Blatt & Ríos)

### Infantil
- Rita viaja al cosmos con Mariano (2009, Planta)

## Premios
- 2007: Premio Anna Seghers[11]
- 2014: Premio Konex en la categoría «Poesía, Quinquenio 2009-2013»[12]